# Kuban (flod)
För andra betydelser, se Kuban.
Kuban (ryska: Куба́нь) är en flod i Nordkaukasusregionen i Ryssland. Den flyter genom Karatjajen-Tjerkessien, Stavropol kraj, Krasnodar kraj och Adygia.
Floden är 870 kilometer lång och rinner norrut och västerut från dess källa vid Elbrus i Kaukasus, och rinner ut i havet via Azovska sjön. Avrinningsområde är på 57 900 km². Den är farbar längs större delen av sin sträcka vid Kaukasiska bergen. 
Städerna längs Kuban är Karatjajevsk, Tjerkessk, Nevinnomyssk, Armavir, Ust-Labinsk, Krasnodar och Temrjuk. Slavjansk-na-Kubani ligger vid Kubans norra gren, Protoka. 